# Consell Àulic
El Consell Àulic (llatí: Consilium Aulicum; alemany: Reichshofrat, literalment ‘Consell de Tribunal de l'Imperi’) era un dels dos tribunals suprems del Sacre Imperi Romanogermànic; l'altre era el Tribunal de la Cambra Imperial (Reichskammergericht). El Consell Àulic no solament tenia jurisdiccions concurrents amb el Reichskammergericht, sinó en molts casos també tenia jurisdicció exclusiva en tots els processos feudals i en afers penals, sobre feudataris directes de l'Emperador i en afers que van concernir el Govern Imperial. La seu del Consell Àulic era a la residència al Hofburg dels emperadors Habsburg a Viena.

## Història
El Consell Àulic (del llatí aula, ‘tribunal' en el feudalisme) era inicialment un consell judicial-executiu de l'Imperi. Originat durant les darreries de l'edat mitjana com a consell a càrrec de l'Emperador, va ser organitzat en la seva forma més tardana pel rei alemany Maximilià I amb un decret de data 13 desembre de 1497. La intenció era que fos un contrapunt Cambra de la Cort Imperial, la implantació del qual havia estat forçada pels estats imperials i havien obligat a promulgar l'Ewiger Landfriede a la Dieta de Worms dos anys abans. Maximilià va emfasitzar el fet que l'emperador encarnava l'autoritat legal suprema i continuaria responent les peticions legals que se li adrecessin.

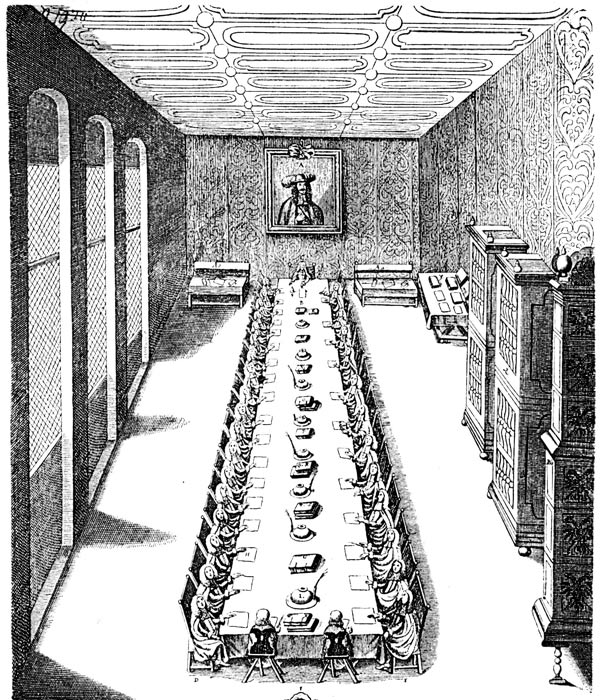
Reunió del Consell Àulic, - 1700

Cada emperador va convocar un Consell nou en pujar al tron. Segons un control emès per Emperador Ferran I a l'any 1559, el Consell es componia d'un president, un vicepresident, un vicecanceller i 18 consellers, tots escollits i pagats per l'emperador, a excepció del vicecanceller, el qual era seleccionat per l'elector de Magúncia en la seva capacitat com a arxicanceller imperial. Del 18 consellers, sis eren de religió protestant, els vots dels quals, quan eren unànimes, eren un veto eficaç; així es va mantenir una certa paritat religiosa. Quan morí l'emperador, el Consell va ser dissolt i va haver de ser reconstruït pel seu successor.
Després de la victòria de Napoleó I a la batalla d'Austerlitz, la Pau de Pressburg va implicar la fi del Sacre Imperi Romà. Amb la seva dissolució, el Consell Àulic també va deixar d'existir l'any 1806 com a institució imperial. Un consell de guerra va ser creat a l'Imperi austríac, amb el mateix nom.